# Autovía del Nordeste

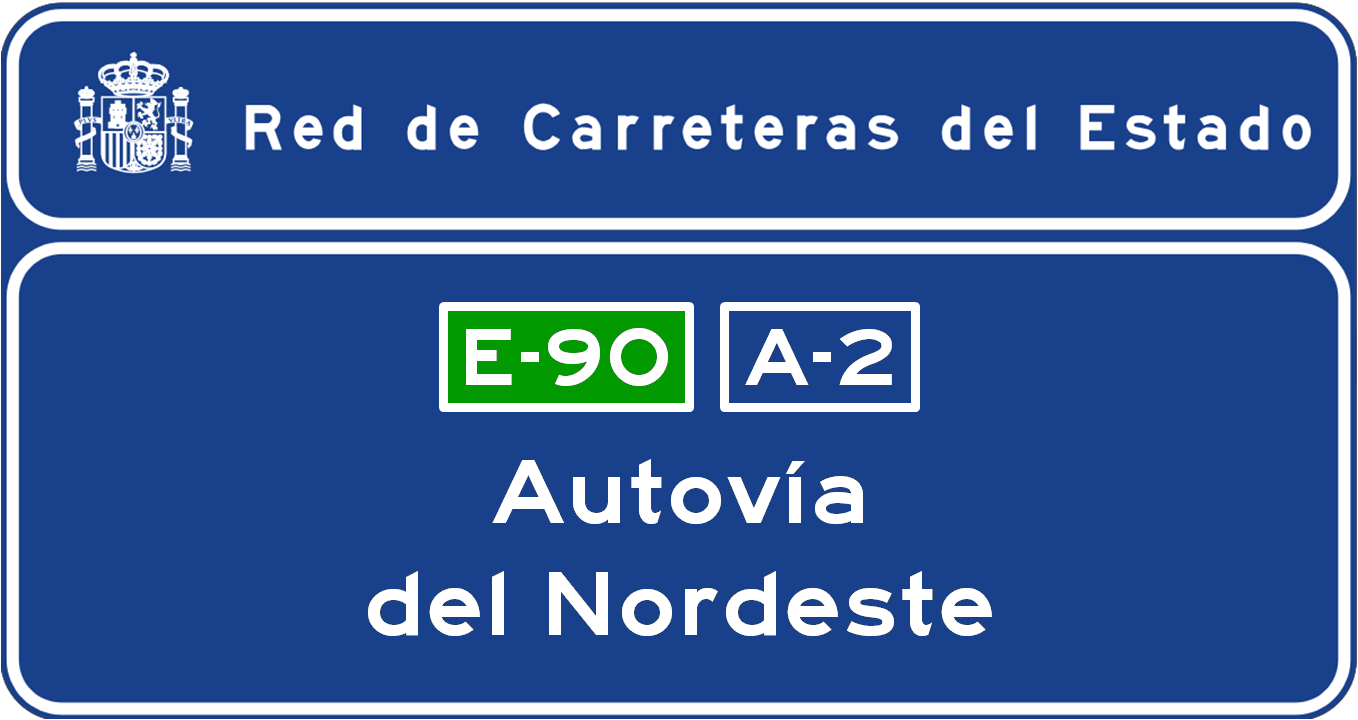
Señal de confirmación de la Autovía del Nordeste.

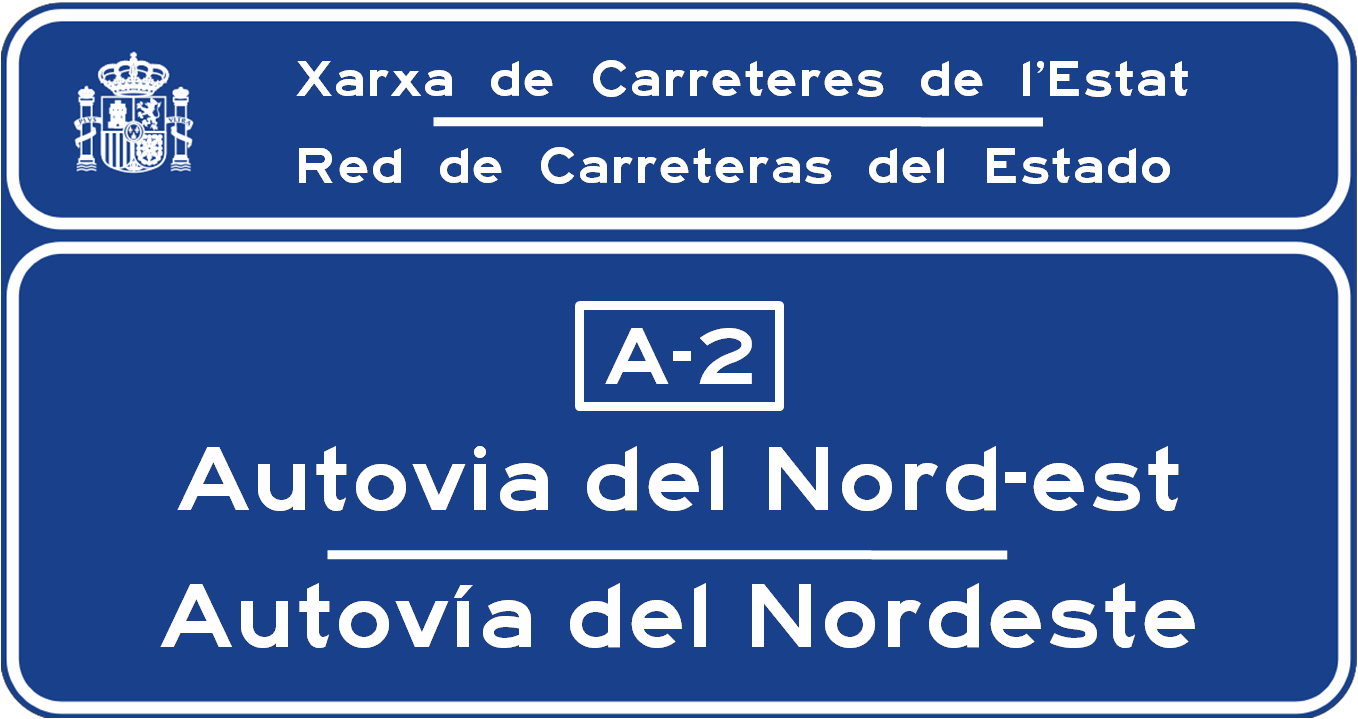
Señal de confirmación bilingüe de la Autovía del Nordeste en Cataluña.

La autovía del Nordeste o A-2 es una de las seis autovías radiales de España y comunica Madrid con Barcelona pasando por Guadalajara, Zaragoza y Lérida. Es parte de la E-90 de la Red de Carreteras Europeas.
Esta vía canaliza, sirviéndose del tramo La Junquera-Barcelona de la autopista del Mediterráneo, en gran medida el tráfico procedente de los puntos de Europa que se sitúan al este de los Pirineos y que se dirige principalmente al centro de la península ibérica incluyendo Portugal. Mientras que, por otra parte, la autovía del Norte es el mejor acceso a la península ibérica desde el oeste del Pirineo.
Además de su importancia como vía de entrada a la península desde el resto de Europa, la A-2 tiene un protagonismo vital entre las carreteras españolas al ser la comunicación entre las dos principales ciudades del país: Madrid y Barcelona.

## Características
La A-2 tiene tres tramos de autovía en servicio actualmente a la espera de reconversión en autovía de otros tantos: 
1. Madrid-Alfajarín de 339 km
2. Fraga-Barcelona de 179 km
3. Sils-Vilademuls de 33 km (tramo compartido parcialmente con la autopista AP-7)

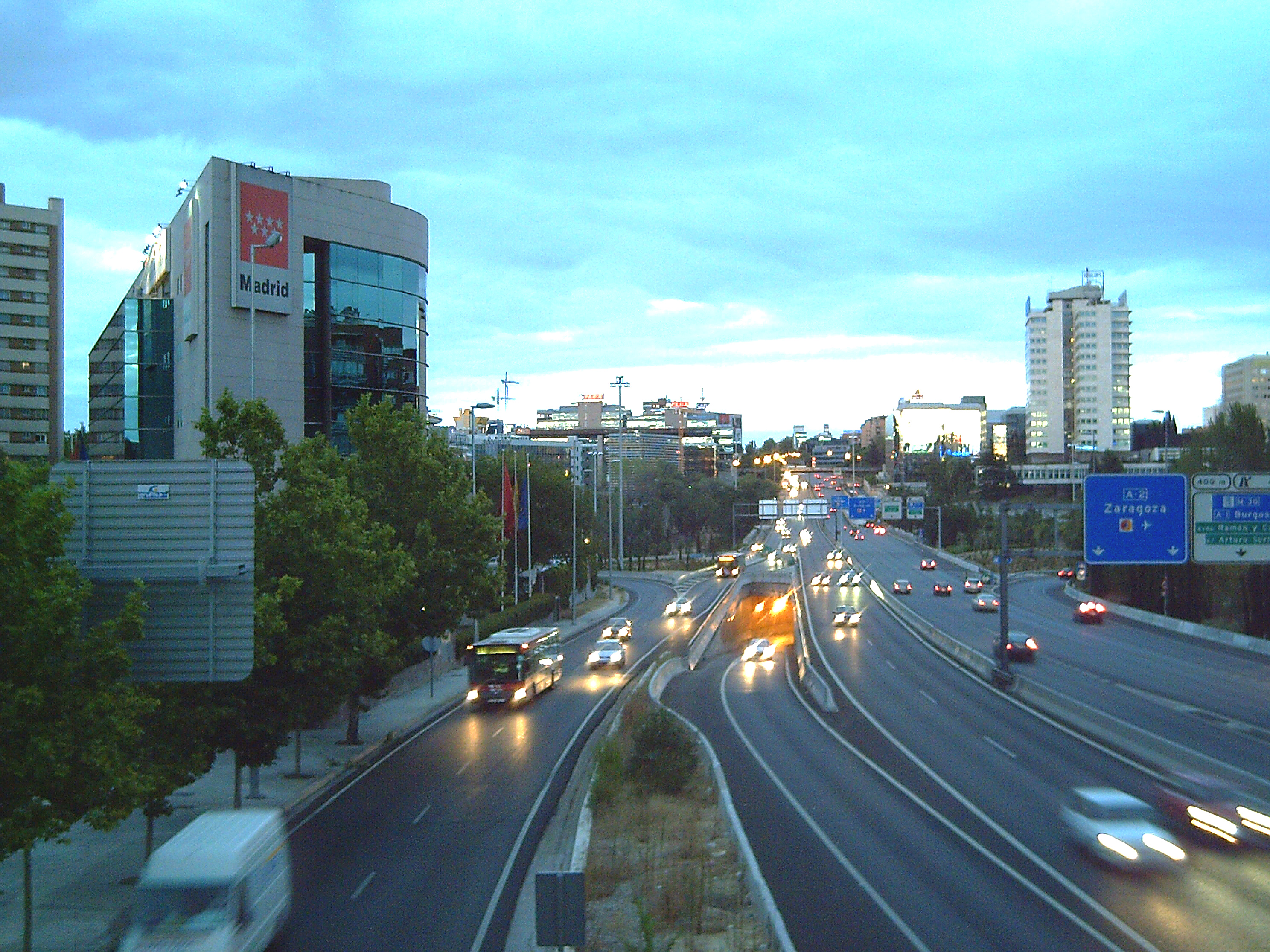
Autovía A-2 en Madrid, vista a su paso por el puente de la CEA.

El tramo de 91 km entre Alfajarín y Fraga que cruza el desierto de los Monegros, denominado N-II, no es autovía, aunque está en estudio informativo su desdoblamiento. El estudio informativo se licitó el 10 de junio de 2005. Hasta el gobierno de José Luis Rodríguez Zapatero no se había considerado su construcción, dado que la autopista AP-2 (de peaje hasta agosto de 2021) discurre paralela al tramo sin desdoblar.

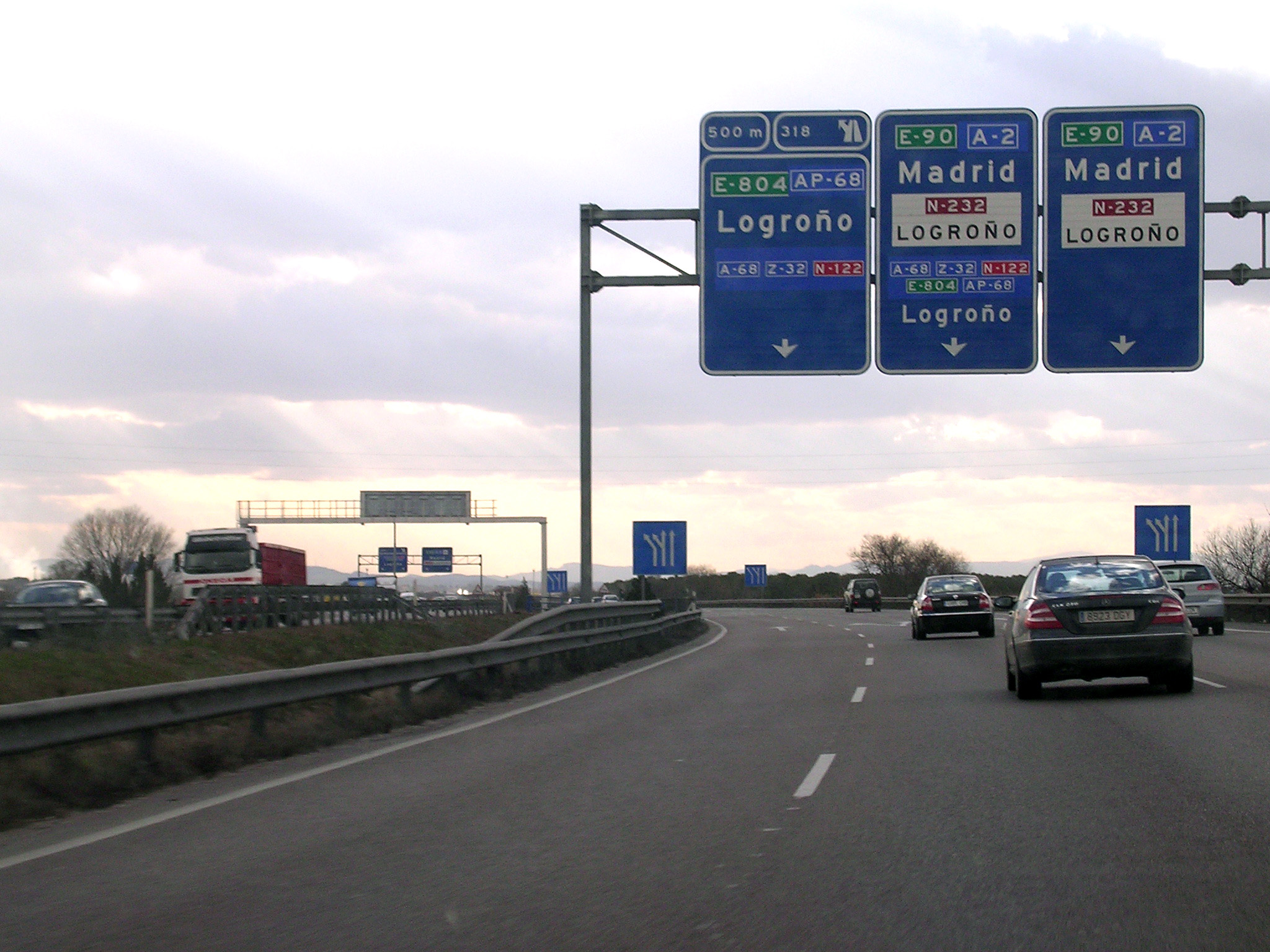
Autovía del Nordeste a su paso por Zaragoza

El tramo Pina de Ebro-Fraga y los tramos existentes entre Barcelona y El Pertús no son autovía, sino que son tramos de carretera convencional que forman parte de la antigua N-II.
Tienen una longitud de: 
1. Montgat-Mataró de 20 km
2. Mataró-Tordera de 35 km
3. Tordera-Sils de 18 km
4. Vilademuls-La Junquera de 58 km

## Antecedentes
Los primeros tramos se construyeron como parte de la Red Arterial de Madrid, en el año 1952. Se construyeron para la antigua autopista de Barajas que enlazaba desde la calle de María Molina hasta el Nudo Eisenhower, y de allí hasta el aeropuerto de Barajas. Las características de la avenida, inaugurada en el año 1952, eran las propias de la época: no había carriles, ni apenas señalización, ni seguridad vial. Se había construido sobre el asfalto sin pintar carriles, ya que el antiguo reglamento de tráfico dividía la calzada en "3 bandas", una banda en la parte derecha de la calzada para los vehículos lentos, otra en la parte central de la calzada para toda la clase de los vehículos, facilitando espacio para adelantar, y la tercera en la parte izquierda de la calzada para los vehículos rápidos. Como en aquella época la seguridad vial no era una preocupación se producían numerosos accidentes de tráfico. No es hasta la década de los años 60, una vez reformado el Código de Tráfico, y tras la mejora del firme, señalización, iluminación, etc., cuando se realiza el pintado de las marcas viales, con lo que se delimitan los 3 carriles por sentido, pero no hay suficiente espacio para lo mismo, por lo que no cumplían la normativa. En el año 1973, durante el verano, se produce una remodelación para ampliar las dos calzadas y mejorar la seguridad con la instalación de barreras en la mediana. Pero con el trascurso del tiempo siguen produciéndose cada vez más accidentes, por lo que eran necesarias más mejoras.
A mitad de la década de los años 60 se comienza a desdoblar la carretera, empezando desde la glorieta del aeropuerto (ya que en ese momento no existía aún el Nudo de Eisenhower) hasta Torrejón de Ardoz. Después se construye el Nudo de Eisenhower (inaugurado en el año 1967), y un año después, la variante de Torrejón de Ardoz (inaugurada en el año 1968). La carretera se sigue desdoblado durante la primera mitad de la década de los años 80, entre Torrejón de Ardoz y Alcalá de Henares, y en 1986 se inaugura la variante de Alcalá de Henares. El desdoblamiento llegó hasta el límite provincial de Madrid con Guadalajara, puesto en servicio en el año 1982, y posteriormente hasta el oeste de la variante de Guadalajara, puesto en servicio en el año 1987.

## Historia

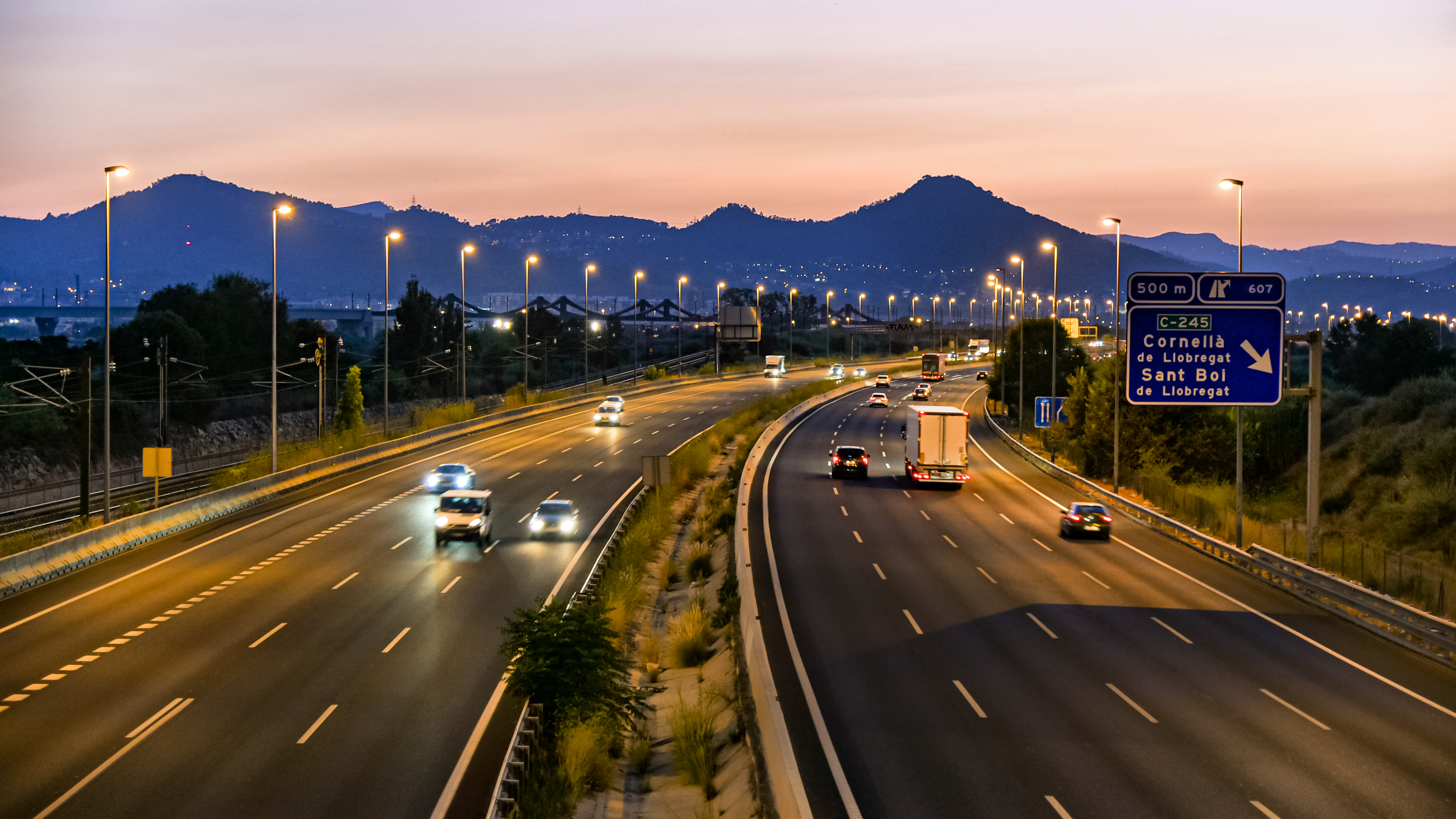
Autovía del Nordeste a su paso por Cornellà de Llobregat (Barcelona)

El primer tramo de esta vía va de Madrid a Zaragoza, y fue también el primero en abrirse, en su mayor parte en 1990 pero completamente en 1991. En su inicio discurre paralelo al río Henares por su Corredor y también a la línea de AVE Madrid - Zaragoza y a la R-2 con la cual confluye cerca de Guadalajara. Más tarde, una vez sobrepasada Castilla-La Mancha, toma como referencia el río Jalón del cual se desvía posteriormente para dirigirse a la capital aragonesa. Hasta Zaragoza se sirve de la antigua N-II y a partir de Zaragoza se sirve de un tramo gratuito de la AP-2 hasta Alfajarín. Con la nueva denominación de autovías y autopistas de 2003 este tramo es parte de la A-2; se construyó con el resto de la AP-2 entre 1974 y 1979. Este primer itinerario de la A-2 termina en el enlace 340 de la A-2 en Alfajarín. La A-2 no volverá a "aparecer" hasta casi en el límite de Aragón con Cataluña en Fraga. A partir de Alfajarín la A-2 es la AP-2 y como alternativa a la AP-2 entre Alfajarín y Fraga está la N-II.
A partir de Fraga y hasta la entrada a Barcelona, la antigua carretera N-II se ha venido desdoblando para continuar la A-2, y ha seguido un trazado distinto al de la AP-2. La A-2 de nuevo comienza en la variante de Fraga, que se finalizó en el año 2003, mientras que el tramo hasta Lérida y su correspondiente variante se acabaron antes, en 1996. Desde Lérida hasta Tárrega se abrió en 1992, y de Tárrega a Cervera en el mismo año 1992.
El tramo de Cervera a Santa María del Camí (Barcelona) suscitó mucha polémica debido a la "Opción Norte", proyectada por el entonces ministro de Obras Públicas Josep Borrell en 1992. En el año 1999 la Audiencia Nacional paralizó las obras y no fue hasta 2001, cuando se pudieron reanudar aunque con muchos retrasos. Finalmente, se pudo cortar la cinta de este tramo el 29 de julio de 2004, casi doce años después de su proyecto.
Desde Santa María del Camí hasta Igualada se inauguró en 2001 mientras que el tramo desde Igualada hasta Martorell ya estaba en funcionamiento desde 1990. En el año 1998 se puso en servicio el eje del Llobregat, el último tramo de la A-2 antes de llegar a la Ciudad condal. 
Entre Barcelona y la frontera francesa solo es autovía de momento Caldas de Malavella-Fornells de la Selva, inaugurado en 2008, y Fornells de la Selva-Vilademuls aprovechando el trazado paralelo de la autopista AP-7 y ampliando el número de carriles para compartir ambas vías dicho trayecto. El acceso desde Fornells fue inaugurado en 2013 y el desde Vilademuls en 2014. Actualmente está en obras entre Caldas de Malavella y Massanet de la Selva, inaugurándose el tramo Caldas de Malavella-Sils en 2014. El tramo Sils-Massanet de la Selva está temporalmente suspendido pero se reiniciarán las obras en 2015. Los tramos entre Vilademuls hasta El Pertús están proyectados para ser desdoblados, aunque muchos de ellos se encuentran en fase de rediseño del proyecto inicial o Estudio informativo. El tramo entre Tordera y Massanet de la Selva ha sido descartado a medio plazo.
El tramo entre Barcelona y Tordera la A-2 está en estudio informativo con dos posibles trazados entre Mongat y Cabrera de Mar, uno de ellos sería que la A-2 fuesen los laterales de la autopista de Maresme C-32 y el otro sería haciendo una autovía de nuevo trazado lo más próxima posible a la autopista. Entre Cabrera de Mar y Tordera la A-2 serían los laterales de la autopista de Maresme C-32. No obstante, no existe ningún plan de inversión para la realización de este tramo, por lo que su construcción está por el momento descartada. En la actualidad, la C-32, solo el tramo entre Montgat y Tordera es libre de peaje y la A-2 compartirá con este tramo libre de peaje, excepto un tramo que no esta desdoblado entre Tordera y Massanet de la Selva.

### Ecología
Destaca la pasarela verde colocada en Fornells de la Selva, que demostró evitar peligros para conductores y fauna.

## Peajes en sombra para la reforma y conservación de la A-2
En diciembre de 2007 se adjudicó a cuatro concesionarias la reforma y conservación de varios tramos de la autovía entre Madrid y Zaragoza, por un período de diecinueve años, hasta el año 2026. 
Al tratarse de una autovía de primera generación se construyó en su mayor parte por duplicación de trazados ya existentes. Debido al aumento del tráfico, velocidades de circulación y número de accidentes se impuso la necesidad de acometer actuaciones de mejora y acondicionamiento para su adecuación a las nuevas exigencias de seguridad, y en la medida de lo posible, a las diversas normas y recomendaciones en materia de carreteras publicadas después de su construcción.
Esta demanda se traduce, fundamentalmente, en ofrecer en todo su recorrido unos niveles de seguridad y servicio asimilables a los que prestan las autovías y autopistas de reciente construcción. Los tramos adjudicados para su reforma y conservación se explotan bajo la modalidad de peaje en sombra cuyas tarifas se ajustan a un conjunto de indicadores de calidad vinculados al estado de la vía y a la calidad del servicio ofertado.
La reforma consiste en las siguientes mejoras:
- Variantes de población
- Mejora de curvas con variación de trazado
- Variaciones de la rasante que impliquen demolición y reconstrucción del firme
- Nueva construcción o ampliación de vías y caminos de servicio
- Nueva construcción o ampliación de vías colectoras
- Nueva construcción de enlaces

Las concesionarias son las siguientes:
Tramo 1: Madrid-Guadalajara, de 56 km. Sociedad concesionaria: Autovía de Aragón Tramo 1, S.A, participada en un 95 % por OHL
Tramo 2: Guadalajara-límite provincial entre Guadalajara y Soria, de 77,5 km. Sociedad concesionaria: A2 Tramo 2, S.A., participada en un 100 % por Acciona
Tramo 3: Límite provincial entre Guadalajara y Soria-Calatayud, de 93,3 km. Sociedad concesionaria: Autovía Medinaceli-Calatayud sociedad concesionaria del Estado, S.A., participada en un 95 % por Iridium-ACS
Tramo 4: Calatayud-Alfajarín, de 107,2 km. Sociedad concesionaria: Agrupación de Empresas Grupo Ferrovial S.A, Grupisa Infraestructuras S.A, Ferrovial Agromán S.A.

## Tramos
| Denominación  | ID antes 2003 | Tramo | Kilómetros              | Año servicio / Estado (2025) |
| ------------- | ------------- | --- | ----------------------- | --- |
| E-90 A-2      | E-90 N-II     | Madrid Avenida de América M-30 - Nudo Eisenhower M-14 Tramo original (antigua autopista de Barajas) Primera remodelación Tramo original: Nudo Eisenhower Segunda remodelación Nuevo paso inferior de Canillejas Tramo BUS-VAO Remodelación: Nudo Eisenhower                                                                            | 6,2 - 6,2 0,8 6,2 -     | 1952 1965 1967 1973 2009 En obras (conclusión en 2025) En nueva redacción de proyecto (pendiente licitación de obras)                      |
| E-90 A-2      | E-90 N-II     | Nudo Eisenhower M-14 - Puente del Río Jarama Tramo original Tramo ampliado Nueva vía de servicio (sentido Oeste) Tramo BUS-VAO | 4,6 3 4,6               | 2 carriles por sentido: 1964 3 carriles por sentido: 1982 2005 En obras (conclusión en 2025)                                               |
| E-90 A-2      | E-90 N-II     | Puente del Río Jarama - Torrejón de Ardoz Oeste Tramo original Tramo ampliado Tramo BUS-VAO | 2,5 2,5                 | 2 carriles por sentido: 1965 3 carriles por sentido: 1984 En obras (conclusión en 2025)                                                    |
| E-90 A-2      | E-90 N-II     | Variante de Torrejón de Ardoz Tramo original Tramo ampliado (sentido Oeste) Tramo ampliado (sentido Este) Tramo BUS-VAO | 6,9 6,5 6,9             | 2 carriles por sentido: 1968 3 carriles por sentido: 1997 En obras (conclusión en 2025)                                                    |
| E-90 A-2      | E-90 N-II     | Variante de Alcalá de Henares Tramo original Remodelación y ampliación | 11 11                   | 2 carriles por sentido: 1986 3 carriles por sentido: 2010                                                                                  |
| E-90 A-2      | E-90 N-II     | Alcalá de Henares Este - Meco Tramo original Remodelación y ampliación | 5,1 5,1                 | 2 carriles por sentido: 1982 3 carriles por sentido: 2012                                                                                  |
| E-90 A-2      | E-90 N-II     | Meco - Guadalajara Oeste Tramo original Remodelación y ampliación | 12,2 12,2               | 2 carriles por sentido: 1987 3 carriles por sentido: 2012                                                                                  |
| E-90 A-2      | E-90 N-II     | Variante Sur de Guadalajara Tramo original Tramo ampliado | 7,3 7,3                 | 1 carril por sentido: 1963 2 carriles por sentido: 1989                                                                                    |
|               |               | Nueva variante Sur de Guadalajara Tramo: Guadalajara Oeste N-320 - Guadalajara Este N-320 | 6                       | En redacción de proyecto (pendiente someter a información pública)                                                                         |
|               |               | Nueva variante Este de Guadalajara Tramo: Guadalajara Este N-320 - Taracena R-2 | 6 +/-                   | DIA aprobada (pendiente licitación proyecto)                                                                                               |
| E-90 A-2      | E-90 N-II     | Guadalajara Este - Valdenoches | 11                      | 1990 |
| E-90 A-2      | E-90 N-II     | Valdenoches - Trijueque | 10                      | 1991 |
| E-90 A-2      | E-90 N-II     | Trijueque - Mirabueno | 25                      | 1988 |
| E-90 A-2      | E-90 N-II     | Mirabueno - Algora Este | 11                      | 1990 |
| E-90 A-2      | E-90 N-II     | Variante de Torremocha del Campo Tramo: Algora Este - Torremocha del Campo Este | 5,1                     | 1991 |
| E-90 A-2      | E-90 N-II     | Torremocha del Campo Este - Saúca | 9,9                     | 1990 |
| E-90 A-2      | E-90 N-II     | Saúca - Esteras de Medinaceli | 20                      | 1990 |
| E-90 A-2      | E-90 N-II     | Variante de Medinaceli Tramo: Esteras de Medinaceli - Medinaceli Nordeste | 7,5                     | 1991 |
| E-90 A-2      | E-90 N-II     | Medinaceli Nordeste - Arcos de Jalón Tramo provisional Tramo completo | 14,5 14,5               | 1 carril por sentido: 1990 2 carriles por sentido: 1991                                                                                    |
| E-90 A-2      | E-90 N-II     | Arcos de Jalón - Alhama de Aragón | 35,9                    | 1990 |
| E-90 A-2      | E-90 N-II     | Alhama de Aragón - Ateca | 13,7                    | 1990 |
| E-90 A-2      | E-90 N-II     | Ateca - Calatayud | 23                      | 1990 |
| E-90 A-2      | E-90 N-II     | Calatayud - Morata de Jalón | 19,3                    | 1990 |
| E-90 A-2      | E-90 N-II     | Morata de Jalón - La Almunia de Doña Godina Oeste | 7,8                     | 1991 |
| E-90 A-2      | E-90 N-II     | Variante de La Almunia de Doña Godina Tramo: La Almunia de Doña Godina Oeste - La Almunia de Doña Godina Este | 2,9                     | 1990 |
| E-90 A-2      | E-90 N-II     | La Almunia de Doña Godina Este - Zaragoza Suroeste | 35                      | 1988 |
| E-90 A-2 Z-40 | E-90 A-2      | Ronda Norte de Zaragoza | 11                      | 1978 |
| E-90 A-2      | E-90 A-2      | Zaragoza Este - Alfajarín | 19                      | 1972 |
|               |               | Alfajarín - Pina de Ebro | 25,5                    | DIA aprobada (pendiente nueva licitación de proyecto)                                                                                      |
|               |               | Pina de Ebro - Fraga Oeste | 65,5                    | DIA aprobada (pendiente nueva licitación de proyecto)                                                                                      |
| A-2           | N-II          | Variante de Fraga Tramo provisional: Fraga Oeste - Soses Tramo completo: Fraga Oeste - Soses | 2,5 16                  | 2001 2002 |
| A-2           | N-II          | Variante Norte de Lérida Subtramo: Soses - Alpicat Subtramo: Alpicat - Alamús | 14,8 18                 | 1996 |
| A-2           | N-II          | Alamús - Tárrega | 33                      | 1992 |
| A-2           | N-II          | Tárrega - Cervera Oeste | 4,2                     | 1992 |
| A-2           | N-II          | Variante de Cervera Tramo: Cervera Oeste - Cervera Este | 6,8                     | 2000 |
| A-2           | N-II          | Cervera Este - Sant Pere dels Arquells | 5                       | 2002 |
| A-2           | A-2           | Sant Pere dels Arquells - La Panadella | 7                       | 2004 |
| A-2           | A-2           | La Panadella - Santa María del Camino | 9,7                     | 2004 |
| A-2           | N-II          | Santa María del Camino - Igualada Oeste | 12,9                    | 2001 |
| A-2           | N-II          | Variante de Igualada Tramo: Igualada Oeste - Igualada Este | 9                       | 1991 |
| A-2           | N-II          | Igualada Este - Castellolí Este | 6,2                     | 1990 |
| A-2           | N-II          | Castellolí Este - El Bruc Tramo provisional: Túnel de El Bruc Tramo completo: Castellolí Este - El Bruc | 0,8 5,4                 | 1 carril por sentido: 1990 2 carriles por sentido: 1990                                                                                    |
| A-2           | N-II          | El Bruc - Esparraguera Norte | 6,7                     | 1990 |
| A-2           | N-II          | Variante de Esparraguera Tramo: Esparraguera Norte - Esparraguera Sur | 6                       | 1990 |
| A-2           | N-II          | Esparraguera Sur - Martorell | 3,7                     | 1990 |
| A-2           | N-II          | Martorell - San Feliú de Llobregat B-23 | 19                      | 1998 |
| A-2           | N-II          | San Feliú de Llobregat B-23 - Cornellá de Llobregat Tramo original: San Feliú de Llobregat B-23 - Cornellá de Llobregat Tramo ampliado: San Feliú de Llobregat B-23 - Cornellá de Llobregat Subtramo ampliado: San Juan Despí - Cornellá de Llobregat                                                                                  | 3,4 0,9                 | 2 carriles por sentido: 1986 4 carriles por sentido: 2004 5 carriles por sentido: En redacción de proyecto (pendiente licitación de obras) |
| A-2           | N-II          | Cornellá de Llobregat - Nudo del Llobregat C-31 Tramo original Tramo ampliado Tramo ampliado | 4,1 4,1                 | 2 carriles por sentido: 1987 4 carriles por sentido: 2004 5 carriles por sentido: Proyecto licitado (pendiente adjudicación de proyecto)   |
| B-10          | B-10          | Ronda Litoral Tramo: Nudo del Llobregat C-31 - Zona Franca Tramo: Nudo del Llobregat C-31 - Zona Franca Tramo: Zona Franca - Morrot Tramo: Morrot - Calle de la Mediterrània Tramo: Calle de la Mediterrània - Calle de la Jonquera Tramo: Calle de la Jonquera - Calle de Josep Pla Tramo: Calle de Josep Pla - Nudo de Badalona C-31 | 3,7 2,8 2,1 2,5 1,9 2,5 | 2 carriles por sentido: 1983 3 carriles por sentido: 2002 1981 1991 1990 1991                                                              |
| C-31          | A-19          | Autopista del Maresme Tramo: Nudo de Badalona Ronda Litoral - Badalona Tramo: Badalona - Montgat C-32 | 1,8 5,1                 | 1969 1968 |
| C-32          | A-19          | Autopista del Maresme Tramo: Montgat C-31 - Mataró Tramo: Mataró - Tordera N-2 | 13,9 35                 | 1969 1994 |
| A-2           | N-II          | Massanet de la Selva N-2 - Sils | 2,75                    | 2018 |
| A-2           | N-II          | Sils - Caldas de Malavella | 6                       | 2014 |
| A-2           | N-II          | Caldas de Malavella - Fornells de la Selva AP-7 | 8                       | 2007 |
| E-15 A-2 AP-7 | E-15 A-7      | Fornells de la Selva AP-7 - Vilademuls AP-7 Tramo: Fornells de la Selva AP-7 - Vilademuls AP-7 Enlace intermedio Gerona Oeste – San Gregorio Enlace de Fornells de la Selva Enlace de Vilademuls Conexión N-2 en el enlace de Vilademuls                                                                                               | 10 2 3,5 8 6,5          | 4 carriles por sentido: 2012 2013 2014 |
| A-2           | N-II          | Vilademuls AP-7 - Orriols | 3,3                     | 2019 |
|               |               | Orriols - Garrigás AP-7 | 11,84                   | En redacción de proyecto (pendiente nueva licitación de obras) (pendiente licitación de obras)                                             |
|               |               | Garrigás AP-7 - Figueras Sur | 1,9                     | Proyecto terminado (aprobado provisionalmente) (pendiente licitación de obras)                                                             |
|               |               | Variante de Figueras Tramo: Figueras Sur - Figueras Norte | 8,2                     | Proyecto terminado (aprobado definitivamente) (pendiente licitación de obras)                                                              |
|               |               | Figueras Norte - Pont de Molins AP-7 | 2,8                     | En redacción de proyecto (pendiente nueva licitación de obras) (pendiente licitación de obras)                                             |
|               |               | Pont de Molins - Agullana | 8,6                     | En redacción de proyecto (pendiente licitación de obras)                                                                                   |
|               |               | Agullana - El Pertús (frontera francesa) | 8                       | En redacción de proyecto (pendiente licitación de obras)                                                                                   |

La autovía del Nordeste a su paso de Barcelona, cruzará a través de la Ronda Litoral, la dicha autovía termina en el enlace 609 del Nudo del Llobregat, con dirección al aeropuerto de El Prat y la zona franca de Barcelona. Seguirá hasta el Nudo de Badalona y destina a Montgat y Tordera, donde enlaza con la carretera nacional N-2. No existen los estudios de la ampliación de la dicha autovía por inviabilidad, hasta la liberalización del peaje de Montgat-Tordera de la autopista de peaje, C-32, podría retransformar en la autovía del Nordeste, aunque lo mantiene la titularidad de la C-32. El estudio de la futura duplicación de la carretera N-2 entre Tordera y Massanet de la Selva, cuyas obras fueron canceladas, primero mejorará la carretera (próximamente a licitar las obras) y queda pendiente del reactivo del proyecto de la nueva duplicación de la dicha carretera, para la conexión a la autovía del Nordeste en el tramo de Massanet de la Selva-Sils, con eso, enlazará como ramal a la autopista de peaje del Mediterráneo, AP-7.

## Salidas A-2

### Tramo Madrid - Zaragoza - Alfajarín
| Elemento | Nombre de Salida (sentido Francia)/Ver de arriba-abajo                                                                | Número de Salida | Nombre de Salida (sentido Madrid)/Ver de abajo-arriba                                     | Carretera que enlaza         |
| -------- | --- | ---------------- | ----------------------------------------------------------------------------------------- | ---------------------------- |
|          | Inicio de la E-90 A-2                                                                                                 |                  | Fin de la E-90 A-2 Continúa por: Madrid (centro) Avenida de América                       |                              |
|          | Tramo con posibles retenciones Pkm 0 a 20 en dirección Francia                                                        |                  | Tramo con posibles retenciones Pkm 20 a 0 en dirección Madrid                             |                              |
|          | Parque de las Avenidas                                                                                                | 3                | c/ Corazón de María avd. Brasilia                                                         |                              |
|          | c/ Alcalá A-3 Valencia A-4 A-42 A-5                                                                                   | 4A               | avenida Ramón y Cajal A-1 Burgos A-6                                                      | M-30                         |
|          | avenida Ramón y Cajal A-1 Burgos A-6                                                                                  | 4B               | c/ Alcalá A-3 Valencia A-4 A-42 A-5                                                       | M-30                         |
|          | c/ Arturo Soria | 4C               | c/ Corazón de María                                                                       |                              |
|          | c/ Arturo Soria | 5                | c/ Arturo Soria                                                                           |                              |
|          | vía de servicio Canillejas Barajas (pueblo) Ciudad Pegaso M-12 Avda. Logroño Avenida 25 de Septiembre Feria de Madrid | 8                | Avenida 25 de Septiembre Avenida de los Andes Feria de Madrid                             |                              |
|          | | 9                | vía de servicio Avda. Logroño calle Alcalá                                                |                              |
|          | aeropuerto M-11 M-13 M-40 todas direcciones M-12 Terminal T-4                                                         | 10               |                                                                                           | M-14                         |
|          | Coslada San Fernando de Henares centro comercial vía de servicio                                                      | 11               |                                                                                           |                              |
|          | | 12               | Bº aeropuerto Alameda de Osuna M-40 todas direcciones M-12 Terminal T-4 aeropuerto        | M-14                         |
|          | | 15               | San Fernando de Henares Coslada zona ind. aeroportuaria M-22 C.T. Coslada-Puerto Seco     |                              |
|          | centro comercial parque acuático                                                                                      | 16A              |                                                                                           |                              |
|          | vía de servicio parque comercial                                                                                      | 16B              |                                                                                           |                              |
|          | | 17               | vía de servicio centro comercial parque acuático                                          |                              |
|          | parque empresarial M-115 M-50 M-45 R-2 Ajalvir                                                                        | 17A              |                                                                                           |                              |
|          | Torrejón de Ardoz (centro) Ajalvir                                                                                    | 18               |                                                                                           | M-108                        |
|          | | 18               | R-2 Zaragoza A-1 A-6 R-3 Valencia A-3 R-4 A-4                                             | M-50 M-45                    |
|          | | 20               | Ajalvir Torrejón de Ardoz                                                                 | M-108                        |
|          | vía de servicio base aérea Torrejón de Ardoz (este) hospital                                                          | 22               |                                                                                           |                              |
|          | Alcalá de Henares Loeches                                                                                             | 23               |                                                                                           | M-300                        |
|          | | 24               | vía de servicio Torrejón de Ardoz (este) base aérea hospital                              |                              |
|          | | 25               | Mejorada del Campo                                                                        | M-203                        |
|          | Alcalá de Henares (norte) La Garena centro comercial pol. industrial                                                  | 26               |                                                                                           |                              |
|          | Alcalá de Henares (centro) Daganzo R-2 Zaragoza Camarma de Esteruelas                                                 | 28               |                                                                                           | M-100 M-129                  |
|          | | 30               | Alcalá de Henares (centro) polígono industrial Daganzo R-2 Zaragoza Camarma de Esteruelas | M-100 M-119                  |
|          | Alcalá de Henares c. universitario hospital Meco                                                                      | 32               | Alcalá de Henares universidad hospital Meco                                               | M-121                        |
|          | | 33               | Alcalá de Henares vía de servicio zona comercial                                          |                              |
|          | | 35A              | vía de servicio                                                                           |                              |
|          | | 35B              | E-90 A-2 Guadalajara - Zaragoza campo de golf                                             |                              |
|          | R-2 Madrid - Zaragoza Meco Los Santos de la Humosa                                                                    | 38               | R-2 Madrid Meco Los Santos de la Humosa                                                   | M-116 M-226                  |
|          | CASTILLA-LA MANCHA Provincia de Guadalajara                                                                           | km 38            | COMUNIDAD DE MADRID                                                                       |                              |
|          | vía de servicio | 40               |                                                                                           |                              |
|          | Azuqueca de Henares polígono industrial                                                                               | 42               | Azuqueca de Henares polígono industrial                                                   |                              |
|          | Azuqueca de Henares Chiloeches Puerto Seco - Zal                                                                      | 44               | Azuqueca de Henares Chiloeches Puerto Seco - Zal                                          | GU-102 GU-203                |
|          | Alovera | 48               | polígono industrial Alovera                                                               |                              |
|          | Cabanillas del Campo R-2 Madrid                                                                                       | 51               | vía de servicio                                                                           | N-320                        |
|          | | 52A              | pol. ind. estación f.f.c.c. Cabanillas del Campo R-2 Madrid                               | N-320 E-5 A-1                |
|          | | 52B              | pol. industrial El Balconcillo                                                            |                              |
|          | Guadalajara avda. Ejército El Balconcillo                                                                             | 53               | Guadalajara Avda. Ejército                                                                |                              |
|          | Guadalajara c/ de Toledo Sacedón - Cuenca hospital                                                                    | 55               | Guadalajara c/ de Toledo Sacedón - Cuenca hospital                                        | N-320                        |
|          | Guadalajara urbanizaciones                                                                                            | 56               | Guadalajara urbanizaciones                                                                |                              |
|          | Iriépal Guadalajara (norte) Taracena                                                                                  | 58               | Iriépal Guadalajara (norte)                                                               | GU-905 CM-10                 |
|          | Tórtola de Henares - Jadraque R-2 Madrid                                                                              | 61               | Tórtola de Henares - Jadraque Taracena                                                    | CM-1003                      |
|          | | 62               | Madrid                                                                                    | R-2                          |
|          | Valdenoches | 64               |                                                                                           |                              |
|          | | 65               | Valdenoches                                                                               |                              |
|          | vía de servicio | 69               | vía de servicio                                                                           |                              |
|          | | 71               | zona de servicios                                                                         |                              |
|          | Torija - Brihuega Torre del Burgo                                                                                     | 73               | Torija - Brihuega Torre del Burgo                                                         | CM-2011 GU-190               |
|          | Área de servicio de Trijueque                                                                                         |                  |                                                                                           |                              |
|          | Trijueque | 78               | Trijueque                                                                                 |                              |
|          | |                  | área de pesaje                                                                            |                              |
|          | Brihuega Miralrío | 83               | Brihuega Miralrío                                                                         | CM-2008 CM-1000              |
|          | Gajanejos | 88               | Gajanejos                                                                                 |                              |
|          | área de servicios | 94               |                                                                                           |                              |
|          | Ledanca | 95               | Ledanca                                                                                   | GU-115                       |
|          | vía de servicio Almadrones Cifuentes                                                                                  | 101              |                                                                                           | N-204                        |
|          | | 103              | vía de servicio Almadrones Cifuentes                                                      | N-204                        |
|          | Sigüenza | 104              | Sigüenza                                                                                  | CM-1101                      |
|          | Mirabueno - Las Inviernas                                                                                             | 107              | Mirabueno - Las Inviernas                                                                 |                              |
|          | Algora vía de servicio                                                                                                | 112-113          | Algora vía de servicio                                                                    |                              |
|          | |                  | área de descanso                                                                          |                              |
|          | Torremocha del Campo - Navalpotro                                                                                     | 117              |                                                                                           |                              |
|          | Sigüenza - La Torresaviñán                                                                                            | 118              | Torremocha del Campo - Sigüenza                                                           |                              |
|          | vía de servicio | 124              | vía de servicio                                                                           |                              |
|          | Saúca | 126              |                                                                                           |                              |
|          | | 129              | Saúca                                                                                     |                              |
|          | vía de servicio Alcolea del Pinar Sigüenza                                                                            | 132              | vía de servicio Alcolea del Pinar Sigüenza Riaza                                          | CM-110 CM-2113               |
|          | Alcolea del Pinar Molina de Aragón - Teruel                                                                           | 135              | Alcolea del Pinar Molina de Aragón - Teruel                                               | N-211                        |
|          | Puerto de Alcolea 1218 m.                                                                                             |                  | Puerto de Alcolea 1218 m.                                                                 |                              |
|          | CASTILLA Y LEÓN Provincia de Soria                                                                                    | km 139           | CASTILLA-LA MANCHA Provincia de Guadalajara                                               |                              |
|          | Esteras de Medinaceli                                                                                                 | 141              |                                                                                           | N-2                          |
|          | | 144              | Esteras de Medinaceli                                                                     | N-2                          |
|          | Medinaceli (oeste) pol. industrial                                                                                    | 145              |                                                                                           | N-2                          |
|          | Medinaceli - Soria | 151              | Medinaceli - Soria                                                                        | A-15 N-111 N-2               |
|          | Lodares de Medinaceli                                                                                                 | 154              | Lodares de Medinaceli                                                                     |                              |
|          | Arcos de Jalón - Somaén pol. industrial centro de conservación                                                        | 167              | Arcos de Jalón - Somaén pol. industrial centro de conservación                            | N-2                          |
|          | vía de servicio | 169              |                                                                                           |                              |
|          | | 172              | vía de servicio área de descanso                                                          |                              |
|          | Montuenga de Soria | 174              | Montuenga de Soria                                                                        | SO-P-3044                    |
|          | |                  | vía de servicio                                                                           |                              |
|          | Santa María de Huerta                                                                                                 | 177              | Santa María de Huerta                                                                     | N-2                          |
|          | Santa María de Huerta - Almaluez                                                                                      | 179              | Santa María de Huerta - Almaluez                                                          | N-2                          |
|          | ARAGÓN Provincia de Zaragoza                                                                                          | km 181           | CASTILLA Y LEÓN Provincia de Soria                                                        |                              |
|          | Granja de San Pedro                                                                                                   | 181              | Granja de San Pedro                                                                       |                              |
|          | Monreal de Ariza Monteagudo de las Vicarias - Almazán                                                                 | 186              | Monreal de Ariza Monteagudo de las Vicarias - Almazán                                     | A-116                        |
|          | Ariza (oeste) | 190              |                                                                                           |                              |
|          | Ariza - Bordalba - Deza                                                                                               | 193              | Ariza - Bordalba - Deza                                                                   |                              |
|          | vía de servicio |                  | vía de servicio                                                                           |                              |
|          | Cetina - Jaraba - Embid de Ariza                                                                                      | 200              | Cetina - Jaraba - Embid de Ariza                                                          | A-2501                       |
|          | |                  |                                                                                           |                              |
|          | Contamina - Alhama de Aragón                                                                                          | 204              | Contamina - Alhama de Aragón                                                              | N-2                          |
|          | Bubierca | 211              | Bubierca                                                                                  | N-2                          |
|          | Ateca Castejón de las Armas                                                                                           | 218              | Ateca Castejón de las Armas                                                               | A-1501                       |
|          | Terrer | 227              | Terrer                                                                                    | N-2                          |
|          | Calatayud - Munébrega - Nuévalos                                                                                      | 231              | Munébrega - Nuévalos                                                                      | A-202                        |
|          | Calatayud - Daroca - Teruel                                                                                           | 233              | Calatayud - Daroca - Teruel                                                               | N-234                        |
|          | |                  | área de descanso                                                                          |                              |
|          | Calatayud - Soria | 237              | Calatayud - Soria                                                                         | N-234                        |
|          | |                  | vía de servicio                                                                           |                              |
|          | Calatayud - Marivella                                                                                                 | 242              | Calatayud - Marivella                                                                     |                              |
|          | Aluenda | 244              | Aluenda                                                                                   |                              |
|          | Puerto del Frasno 770 m.                                                                                              |                  | Puerto del Frasno 770 m.                                                                  |                              |
|          | Aluenda | 252              | Aluenda                                                                                   |                              |
|          | El Frasno - Sabiñán - Morés                                                                                           | 255              | El Frasno - Sabiñán - Morés                                                               | A-1503                       |
|          | Puerto de Morata 680 m.                                                                                               |                  | Puerto de Morata 680 m.                                                                   |                              |
|          | Túnel de Morata 300 m.                                                                                                |                  | Túnel de Morata 300 m.                                                                    |                              |
|          | Santa Cruz de Grío | 260              |                                                                                           |                              |
|          | Morata de Jalón | 261              | Morata de Jalón - Santa Cruz de Grío                                                      |                              |
|          | Alto de La Perdiz 561 m.                                                                                              |                  | Alto de La Perdiz 561 m.                                                                  |                              |
|          | La Almunia de Doña Godina                                                                                             | 269              |                                                                                           |                              |
|          | La Almunia de Doña Godina Ricla Épila Cariñena                                                                        | 271              | La Almunia de Doña Godina Ricla                                                           | A-121 A-122 A-220            |
|          | | 273              | La Almunia de Doña Godina Cariñena pol. industrial                                        | A-220                        |
|          | Calatorao - Alfamén                                                                                                   | 277              | Calatorao - Alfamén                                                                       | A-1304                       |
|          | vía de servicio |                  |                                                                                           |                              |
|          | Lucena de Jalón - Salillas de Jalón                                                                                   | 281              | Lucena de Jalón - Salillas de Jalón                                                       |                              |
|          | |                  | vía de servicio                                                                           |                              |
|          | vía de servicio | 284              | vía de servicio                                                                           |                              |
|          | Épila Muel El Sabinar                                                                                                 | 287              |                                                                                           | A-1305 A-1101                |
|          | | 289              | Épila Muel El Sabinar                                                                     | A-1305 A-1101                |
|          | área de descanso |                  |                                                                                           |                              |
|          | | 294              | camino de servicio                                                                        |                              |
|          | La Muela (oeste) | 296              |                                                                                           |                              |
|          | | 298              | La Muela (centro)                                                                         |                              |
|          | La Muela (este) | 299              | La Muela (este)                                                                           |                              |
|          | | 301              | Centrovía (oeste)                                                                         |                              |
|          | Centrovía (centro) urbanizaciones (oeste)                                                                             | 303              | Centrovía (centro) urbanizaciones (oeste)                                                 |                              |
|          | urbanizaciones (este) vía de servicio                                                                                 | 304              |                                                                                           |                              |
|          | | 307              | urbanizaciones (este)                                                                     |                              |
|          | Base Aérea Adif C.L. Zaragoza-PLAZA                                                                                   | 308              | Base Aérea Adif C.L. Zaragoza-PLAZA                                                       |                              |
|          | PLAZA feria de Zaragoza                                                                                               | 310              |                                                                                           | A-120                        |
|          | A-23 Teruel A-68 Alcañiz - Castellón                                                                                  | 311A             |                                                                                           | Z-40                         |
|          | Zaragoza Vía Hispanidad A-2 Barcelona                                                                                 | 311B             |                                                                                           | Z-30                         |
|          | | 312              | A-23 Teruel A-68 Alcañiz - Castellón                                                      | Z-40                         |
|          | | 313              | PLAZA Feria de Muestras                                                                   | A-120                        |
|          | aeropuerto Logroño Pamplona Soria Miralbueno zona industrial Delicias                                                 | 314              |                                                                                           | N-125 E-804 A-68 N-122 N-232 |
|          | | 317              | zona industrial aeropuerto Miralbueno                                                     | N-232 N-125                  |
|          | | 318              | Delicias El Portillo                                                                      |                              |
|          | | 319              | Logroño Pamplona Soria                                                                    | E-804 A-68 N-122             |
|          | avda. de Ranillas campus Río Ebro                                                                                     | 320              |                                                                                           |                              |
|          | El Pilar San Gregorio ronda Hispanidad Mercazaragoza                                                                  | 321              |                                                                                           | N-330 Z-30                   |
|          | | 323              | Zaragoza El Pilar San Gregorio avda. Ranillas campus Río Ebro                             | N-330                        |
|          | Sta. Isabel A-23 Huesca - Teruel A-68 El Burgo de Ebro A-129 Sariñena                                                 | 325              |                                                                                           | Z-40                         |
|          | | 327              | A-123 Montañana A-23 Huesca - Teruel A-68 El Burgo de Ebro ronda Hispanidad Mercazaragoza | Z-40 Z-30                    |
|          | | 328              | Sariñena avda. Estudiantes Sta. Isabel vía de servicio                                    | A-129                        |
|          | pol. ind. Malpica | 330              |                                                                                           |                              |
|          | | 332              | pol. ind. Malpica                                                                         |                              |
|          | vía de servicio polígono industrial de La Puebla de Alfindén                                                          |                  |                                                                                           |                              |
|          | |                  | vía de servicio                                                                           |                              |
|          | Alfajarín Lérida - Barcelona                                                                                          | 339              |                                                                                           | N-2                          |
|          | Alfajarín continúa por AP-2                                                                                           |                  | Alfajarín                                                                                 | AP-2                         |

### Tramo Fraga - Lérida - Barcelona (Nudo de Llobregat - Ronda Litoral)
| Elemento | Nombre de Salida (Sentido Francia)/Ver de arriba-abajo                                           | Número de Salida | Nombre de Salida (Sentido Madrid)/Ver de abajo-arriba                                            | Carretera que enlaza     |
| -------- | ------------------------------------------------------------------------------------------------ | ---------------- | ------------------------------------------------------------------------------------------------ | ------------------------ |
|          | Fraga                                                                                            |                  | Fraga continúa por N-2                                                                           | N-2                      |
|          | Fraga (oeste)                                                                                    | 432              |                                                                                                  |                          |
|          | Túnel de San Simón 330 m.                                                                        |                  | Túnel de San Simón 330 m.                                                                        |                          |
|          | Huesca Fraga - Mequinenza E-90 AP-2                                                              | 433              | Huesca Fraga - Mequinenza E-90 AP-2                                                              | A-131 N-211              |
|          | Fraga - Serós Monzón                                                                             | 436              | Fraga - Serós Monzón                                                                             | A-242 A-1234             |
|          | Túnel de Escorpio 140 m.                                                                         |                  | Túnel de Escorpio 140 m.                                                                         |                          |
|          | Fraga (este)                                                                                     | 439              | Fraga (este)                                                                                     |                          |
|          | Fondo de Litera PL Fraga vía de servicio                                                         | 442              |                                                                                                  |                          |
|          | CATALUÑA Provincia de Lérida                                                                     | km 443           | ARAGÓN Provincia de Huesca                                                                       |                          |
|          |                                                                                                  | 444              | Fondo de Litera PL Fraga vía de servicio                                                         |                          |
|          | Alcarrás Barcelona - Zaragoza                                                                    | 446              | Barcelona - Zaragoza                                                                             | N-2 E-90 AP-2            |
|          |                                                                                                  | 447              | Soses-Seròs Torres de Segre                                                                      | LP-7041 LP-7043          |
|          | Alcarrás - Gimenells                                                                             | 451              | Alcarrás - Gimenells                                                                             | L-800                    |
|          | Lérida (centro) Almacellas - Huesca                                                              | 458              | Lérida (norte) Almacellas - Huesca                                                               | A-22                     |
|          | Alfarrás - Viella - Toulouse                                                                     | 460              | Alfarrás - Viella - Toulouse                                                                     | A-14                     |
|          | Lérida Alcalde Porqueres Torrefarrera - Roselló                                                  | 461              |                                                                                                  | N-230                    |
|          |                                                                                                  | 462              | Lérida Alcalde Porqueres Torrefarrera - Roselló                                                  | N-230                    |
|          | Lérida (Secà de Sant Pere) - Torreserona - Albesa                                                | 463              | Lérida (Secà de Sant Pere) - Torreserona - Albesa                                                | LP-9221                  |
|          | Lérida (Pardinyes) - Corbins - Balaguer                                                          | 465              | Lérida (Pardinyes) - Corbins                                                                     | C-12                     |
|          | zona industrial Tarragona Mayals - Seo de Urgel Andorra                                          | 467              | zona industrial Seo de Urgel - Andorra                                                           | N-240 C-12 C-13          |
|          | Alamús                                                                                           | 470              |                                                                                                  |                          |
|          |                                                                                                  | 474              | Lérida (centro) Tarragona Tortosa                                                                | LL-11 N-240 C-12         |
|          | Bell Lloch - Bellvís                                                                             | 477              | Bell Lloch - Bellvís                                                                             | LV-3311                  |
|          | Sidamon                                                                                          | 480              | Sidamon                                                                                          |                          |
|          | Fondarella - El Palau - Mollerusa - Liñola vía de servicio                                       | 484              |                                                                                                  |                          |
|          |                                                                                                  | 487              | Fondarella - El Palau - Mollerusa - Liñola vía de servicio                                       |                          |
|          | Golmés - Vilasana                                                                                | 489              | Golmés - Vilasana                                                                                |                          |
|          | Castellnou de Seana Bellpuig                                                                     | 493              | Castellnou de Seana                                                                              | N-2                      |
|          | Bellpuig - Ibars de Urgel - Barbens                                                              | 495              | Bellpuig - Ibars de Urgel - Barbens                                                              |                          |
|          |                                                                                                  | 498              | Bellpuig                                                                                         | N-2                      |
|          | Anglesola                                                                                        | 500              | Anglesola                                                                                        |                          |
|          | zona de servicios Vilagrasa - Tárrega                                                            | 502              |                                                                                                  | N-2                      |
|          | Vilagrasa - Anglesola - Balaguer                                                                 | 504              | Vilagrasa - Anglesola - Balaguer                                                                 | C-53                     |
|          | Tárrega - Agramunt Guisona                                                                       | 507              | Tárrega - Agramunt Guisona                                                                       | C-14 L-310               |
|          | Tárrega (este) - El Talladell centro de conservación                                             | 510              | Tárrega (este) - El Talladell centro de conservación                                             |                          |
|          | Fonolleres                                                                                       | 512              |                                                                                                  |                          |
|          | La Curullada - Cervera (oeste) - Tordera                                                         | 514              | La Curullada - Tordera                                                                           |                          |
|          |                                                                                                  | 515              | Fonolleres - La Mora v                                                                           |                          |
|          | Agramunt - Cervera (norte) zona industrial                                                       | 517              | Agramunt - Cervera (norte) zona industrial                                                       | L-303                    |
|          | Manresa - Gerona                                                                                 | 518              |                                                                                                  | C-25                     |
|          | Cervera (este) Guisona - Ponts                                                                   | 520              | Gerona Cervera (este) Guisona - Andorra                                                          | C-25 L-311               |
|          |                                                                                                  | 523              | Vergós Cervera (sur)                                                                             |                          |
|          | St. Pere dels Arquells                                                                           | 524              |                                                                                                  |                          |
|          | Hostalets - St. Antolí Rubinat                                                                   | 526              | Hostalets - St. Antolí Rubinat                                                                   | LV-2031 L-203            |
|          | Provincia de Barcelona                                                                           | km 530           | Provincia de Lérida                                                                              |                          |
|          | Área de servicio de La Panadella Santa Coloma de Queralt                                         | 531              |                                                                                                  | B-221                    |
|          | Montmaneu - San Guim de Freixanet                                                                | 532              | Área de servicio de La Panadella Montmaneu - San Guim de Freixanet Santa Coloma de Queralt       | B-100 B-221              |
|          | Santa María del Camino Argensola                                                                 | 537              | Argensola                                                                                        | BV-2231                  |
|          | vía de servicio                                                                                  |                  |                                                                                                  |                          |
|          |                                                                                                  | 543              | Santa María del Camino                                                                           |                          |
|          | Jorba Ponts                                                                                      | 545              | Jorba Ponts Andorra                                                                              | C-1412                   |
|          | Igualada - Jorba - St. Genís                                                                     | 549              |                                                                                                  |                          |
|          |                                                                                                  | 550              | Jorba - St. Genís - Santa Margarita de Montbuy                                                   |                          |
|          |                                                                                                  | 551              | Igualada - Espelt                                                                                |                          |
|          | Prats del Rey - Calaf                                                                            | 554              | Prats del Rey - Calaf                                                                            | BV-1031                  |
|          | Igualada - Ódena                                                                                 | 555              | Igualada - Ódena - Manresa                                                                       |                          |
|          | Ódena - Aeródromo                                                                                | 557              | Ódena - Aeródromo                                                                                |                          |
|          | Igualada Villafranca del Panadés Manresa                                                         | 558              |                                                                                                  | C-15 C-37                |
|          |                                                                                                  | 559              | Igualada Villafranca del Panadés Manresa                                                         |                          |
|          | Castellolí - Ca n'Alzina                                                                         | 562              | Castellolí - Ca n'Alzina                                                                         |                          |
|          |                                                                                                  | 563              | Castellolí                                                                                       |                          |
|          | coll del Bruc                                                                                    | 564              |                                                                                                  |                          |
|          | Túnel del Bruch 1100 m.                                                                          |                  | Túnel del Bruch 850 m.                                                                           |                          |
|          | Aérea de servicio de El Bruch                                                                    |                  | Aérea de servicio de El Bruch                                                                    |                          |
|          | Montserrat - Manresa                                                                             | 570              | Montserrat - Manresa                                                                             |                          |
|          | Bruch                                                                                            | 572              | Bruch                                                                                            |                          |
|          | vía de servicio Collbató                                                                         | 574              |                                                                                                  |                          |
|          |                                                                                                  | 575              | Collbató                                                                                         |                          |
|          | Collbató                                                                                         | 576A             | Collbató                                                                                         |                          |
|          | Esparraguera (norte)                                                                             | 576              | Esparraguera (norte)                                                                             |                          |
|          | Esparraguera Els Hostalets de Pierola                                                            | 580              | Esparraguera Els Hostalets de Pierola                                                            | B-231                    |
|          | Esparraguera Olesa de Montserrat                                                                 | 581              |                                                                                                  | C-1414                   |
|          | Abrera Montserrat Manresa Sant Ermengol                                                          | 582AB            |                                                                                                  | C-55                     |
|          |                                                                                                  | 582B             | Esparraguera (sur) Abrera Sant Ermengol                                                          | B-40                     |
|          |                                                                                                  | 582A             | Olesa de Montserrat Montserrat Manresa Túnel del Cadí                                            |                          |
|          | Martorell Barcelona - Gerona - Tarragona Ca n'Amat                                               | 585              | Martorell - Abrera Gerona - Tarragona Lérida                                                     | N-2a E-15 AP-7 E-90 AP-2 |
|          | Tramo con posibles retenciones Pkm 585 a 610 en dirección Francia                                |                  | Tramo con posibles retenciones Pkm 610 a 585 en dirección Madrid                                 |                          |
|          | Martorell - Olesa de Montserrat Tarrasa                                                          | 588              | Olesa de Montserrat Tarrasa                                                                      | BV-1201 C-243            |
|          | Castellbisbal zona industrial                                                                    | 591              | Castellbisbal zona industrial                                                                    |                          |
|          | San Andrés de la Barca Rubí                                                                      | 593              | San Andrés de la Barca Rubí                                                                      | C-1413                   |
|          | Pallejá - Molins de Rey (norte)                                                                  | 598              |                                                                                                  |                          |
|          | Villafranca del Panadés - Tarragona                                                              | 598B             |                                                                                                  | B-24                     |
|          |                                                                                                  | 599              | Villafranca del Panadés - Tarragona                                                              | B-24                     |
|          | San Vicente dels Horts San Feliu de Llobregat - Molins de Rey (este) Tarragona - Lérida - Gerona | 602              | San Vicente dels Horts San Feliú de Llobregat - Molins de Rey (este) Tarragona - Lérida - Gerona | BV-2002 N-340 E-90 AP-2  |
|          | Barcelona Avenida Diagonal Ronda de Dalt                                                         | 604              |                                                                                                  | B-23                     |
|          |                                                                                                  | 604A             | Lérida - Zaragoza - Tarragona - Gerona                                                           | B-23 E-90 AP-2           |
|          |                                                                                                  | 604B             | Barcelona av. Diagonal Ronda de Dalt                                                             | B-23                     |
|          | San Juan Despí - San Felíu de Llobregat                                                          | 606              | San Juan Despí - San Felíu de Llobregat                                                          |                          |
|          | San Baudilio de Llobregat - Cornellá de Llobregat                                                | 607              | San Baudilio de Llobregat - Cornellá de Llobregat                                                | C-245                    |
|          | C-32 B-20 Ronda de Dalt Barcelona - Tarragona - Gerona El Prat Cornellá de Llobregat (este)      | 609              | Cornellá de Llobregat (este) pol. ind. de Cornellà Hospitalet de Llobregat                       |                          |
|          | Hospitalet de Llobregat - Barcelona Gran Vía - Fira C. sanitaria                                 | 610              |                                                                                                  |                          |
|          | El Prat de Llobregat continúa por B-10 Ronda del Litoral                                         |                  | El Prat de Llobregat                                                                             | B-10                     |

### Tramo Massanet de la Selva - Gerona - Vilademuls
| Elemento | Nombre de Salida (sentido Francia)/Ver de arriba-abajo                                                                                 | Número de Salida | Nombre de Salida (sentido Madrid)/Ver de abajo-arriba                                                            | Carretera que enlaza |
| -------- | --- | ---------------- | --- | -------------------- |
|          | Massanet de la Selva |                  | Massanet de la Selva continúa por N-2                                                                            | N-2                  |
|          | Massanet de la Selva San Felíu de Guixols - Lloret de Mar - Tosa de Mar - Vidreras Gerona - Barcelona - Perpiñán                       | 692              | Massanet de la Selva San Felíu de Guixols - Lloret de Mar - Tosa de Mar - Vidreras Gerona - Barcelona - Perpiñán | C-35 E-15 AP-7       |
|          | Sils - Vidreras | 694              | Sils - Vidreras                                                                                                  | C-63                 |
|          | Les Mallorquines - Hostalrich | 697              | Les Mallorquines - Hostalrich                                                                                    | GI-555               |
|          | Caldas de Malavella PGA Catalunya | 700              | Caldas de Malavella PGA Catalunya                                                                                | GI-673               |
|          | Vich - Lérida | 702              | Vich - Lérida | C-25                 |
|          | Riudellots de la Selva - Cassá de la Selva - San Felíu de Guixols Barcelona - Perpiñán Girona-Costa Brava Pol. Industrial CIM La Selva | 705              | Riudellots de la Selva - Cassá de la Selva - San Felíu de Guixols Barcelona - Perpiñán Girona-Costa Brava        | C-25 E-15 AP-7 N-156 |
|          | | 707              | Pol. Industrial vía de servicio                                                                                  |                      |
|          | Fornells de la Selva - Gerona | 708              | | N-2 N-2a             |
|          | Continúa por AP-7 |                  | Continúa por A-2                                                                                                 | AP-7 A-2             |
|          | Gerona (sur) - San Felíu de Guixols | AP-7 7           | Gerona (sur) - AVE                                                                                               |                      |
|          | Gerona (oeste) - AVE | AP-7 6B          | Gerona (oeste)                                                                                                   |                      |
|          | Gerona (norte) - Bañolas - Olot - Palamós                                                                                              | AP-7 6           | Gerona (norte) - Bañolas - Olot                                                                                  |                      |
|          | Continúa por A-2 |                  | Continúa por AP-7                                                                                                | A-2 AP-7             |
|          | Sant Esteve de Guialbes - Viladasens Mediñá                                                                                            | 732              | Sant Esteve de Guialbes - Viladasens Mediñá                                                                      | GIV-5142 N-2         |
|          | Orriols continúa por N-2 |                  | Orriols | N-2                  |
|          | Tramo Orriols-El Pertús (Francia) en proyecto                                                                                          |                  | Tramo Orriols-El Pertús (Francia) en proyecto                                                                    |                      |

## Radares Fijos

### Decreciente
- km 313,68 - Sentido Madrid - Provincia de Zaragoza
- km 272,95 - Pórtico - Sentido Madrid - Provincia de Zaragoza - 120 kmh (La Almunia de Doña Godina)
- km 151,894 - Sentido Madrid - Provincia de Soria (Medinaceli)
- km 122 - Caja (con panel solar y dos cámaras vigilándola) - Sentido Madrid - Provincia de Guadalajara - 120 kmh - Saúca-Torremocha del Campo
- km 53,559 - Sentido Madrid - Provincia de Guadalajara - 100 kmh - Guadalajara (Avda. del Ejército)
- km 15,9 - Caja - Sentido Madrid - Provincia de Madrid - 90 kmh

### Creciente
- km 15,04 - Sentido Zaragoza - Provincia de Madrid - 80 kmh
- km 50,05 - Pórtico - Sentido Zaragoza - Provincia de Guadalajara - 120 kmh
- km 136,342 - Caja - Sentido Zaragoza - Provincia de Guadalajara - 120 kmh - Puerto de Alcolea (bajada)
- km 141,431 - Sentido Zaragoza - Provincia de Soria - 120 kmh - Esteras de Medinaceli
- km 202,33 - Pórtico - Sentido Zaragoza - Provincia de Zaragoza - 120  kmh - A.S. El Espolón
- km 232,2 - Sentido Zaragoza - Provincia de Zaragoza
- km 297,75 - Sentido Zaragoza - Provincia de Zaragoza
- km 308,325 - Pórtico - Sentido Zaragoza - Provincia de Zaragoza - 120 kmh - Centro Logístico Pla-Za/Base Aérea.